# Thalictrum javanicum
Thalictrum javanicum là một loài thực vật có hoa trong họ Mao lương. Loài này được Blume miêu tả khoa học đầu tiên năm 1825.